# Ryan Jack
Ryan Jack, né le 27 février 1992 à Aberdeen (Écosse), est un footballeur écossais, qui évolue au poste de milieu de terrain au Rangers FC.

## Biographie

### En club
Ryan Jack remporte la Coupe de la Ligue écossaise en 2014 avec le club d'Aberdeen FC.
Avec cette même équipe, il participe à la Ligue Europa lors de la saison 2014-2015 puis lors de la saison 2015-2016.
Il rejoint le 2 juin 2017 le Rangers Football Club.

### En équipe nationale
En juin 2024, il fait partie de la liste des 26 joueurs convoqués par Steve Clarke pour disputer l'Euro 2024 .

## Palmarès
Aberdeen FC
- Vice-champion du Championnat d'Écosse en 2016
- Vainqueur de la Coupe de la Ligue écossaise en 2014
- Finaliste de la Coupe de la Ligue écossaise en 2016
- Finaliste de Coupe d'Écosse en 2017

 Rangers FC
- Champion du Championnat d'Écosse en 2021.
- Vice-champion du championnat d'Écosse en 2019 et 2023 avec Rangers FC
- Finaliste de la Coupe de la Ligue écossaise en 2019 et 2023.
- Vainqueur de la Coupe d'Écosse en 2022
- Vainqueur de la Coupe de la Ligue écossaise en 2024